# Cerocala ratovosoni
Cerocala ratovosoni là một loài bướm đêm trong họ Erebidae.